# 卡普斯 (阿拉巴馬州)
卡普斯（英語：Capps）是一個位於美國阿拉巴馬州亨利縣的非建制地區。該地的面積和人口皆未知。

## 地理
卡普斯的座標為31°29′50″N 85°18′43″W / 31.49722°N 85.31194°W，而該地的平均海拔高度為129米（即423英尺）。